# Eso (pořad)
Eso je televizní hitparáda vysílaná v letech 1994–2009 na TV Nova. Byla jedním z nejdéle vysílaných pořadů TV Nova. První díl byl odvysílán 5. února 1994. Moderátory pořadu byli Michael Viktořík, Tereza Pergnerová, Yemi A.D., Vítek Havliš, Rebeka Partyšová, skupina Lunetic, skupina Zoombie, a v posledních šesti letech Leoš Mareš. V této soutěži proslavila Tereza Pergnerová pozdrav „Čágo, bélo, šílenci“. Poslední epizoda se vysílala 27. června 2009.

## Pravidla
V hitparádě soutěžilo vždy 11 hudebních klipů, 6 postupujících z minulého týdne a 5 novinkových klipů. Klip mohl postoupit do dalšího kola maximálně pětkrát, poté získával tzv. Červené eso a soutěžil ve výročním dílu Esa, kde mohl získat titul Zlatého esa. Hlasování probíhalo během pořadu pomocí telefonátu do studia, SMS zprávami a přes internet.